# Платіжна дисципліна
Платіжна дисципліна (англ. Payment discipline, Purshasing discipline; рос. Платёжная дисциплина) — своєчасне і точне виконання фізичними та юридичними особами зобов'язань перед кредиторами та іншими особами зі сплати грошових сум, у тому числі податків у державний і муніципальний бюджети; дотримання форм і порядку платежів, встановлених законом, іншими правовими актами та договором.
Платіжна дисципліна — це складова частина законності і правопорядку в країні. Зміцнення платіжної дисципліни передбачає впорядкування розрахунків у підприємницьких та інших організаціях, вдосконалення законодавчих заходів відповідальності за порушення платіжної дисципліни та їх реалізації. За несвоєчасні розрахунки та платежі підприємства, організації та фізичні особи сплачують на користь відповідних суб'єктів (кредиторів) у встановленому законом або договором розмірі пеню, штрафи, неустойки.